# 지그메 남기엘 왕축

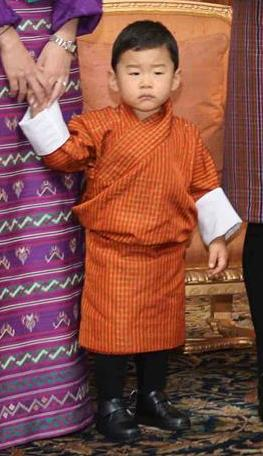
지그메 남기엘 왕축

지그메 남기엘 왕축(종카어: འཇིགས་མེད་རྣམ་རྒྱལ་དབང་ཕྱུག་, 2016년 2월 5일~ )은 부탄의 현 국왕(용왕)인 지그메 케사르 남기엘 왕축과 왕비인 제선 페마의 장남으로, 부탄의 왕태자이다.